# 小淵澤站
小淵澤站（日语：／ Kobuchizawa eki */?）是屬於東日本旅客鐵道（JR東日本）的鐵路車站，位於日本山梨縣北杜市小淵澤町。

## 車站構造
本站為島式月台2面4線的地面車站。3號股道是沒有月臺的通過線。

### 月台配置
| 月台 | 路線     | 方向 | 目的地                               |
| ---- | -------- | ---- | ------------------------------------ |
| 1    | 中央本線 | 下行 | 上諏訪、鹽尻、松本、長野、名古屋方向 |
| 2    | 中央本線 | 上行 | 甲府、大月、八王子、新宿方向         |
| 4    | ■小海線  | -    | 清里、野邊山、小諸方向               |
| 5    | ■小海線  | -    | 清里、野邊山、小諸方向               |
| 5    | 中央本線 | 下行 | 上諏訪、鹽尻、松本方向               |

（來源：JR東日本:車站構內圖 （页面存档备份，存于））

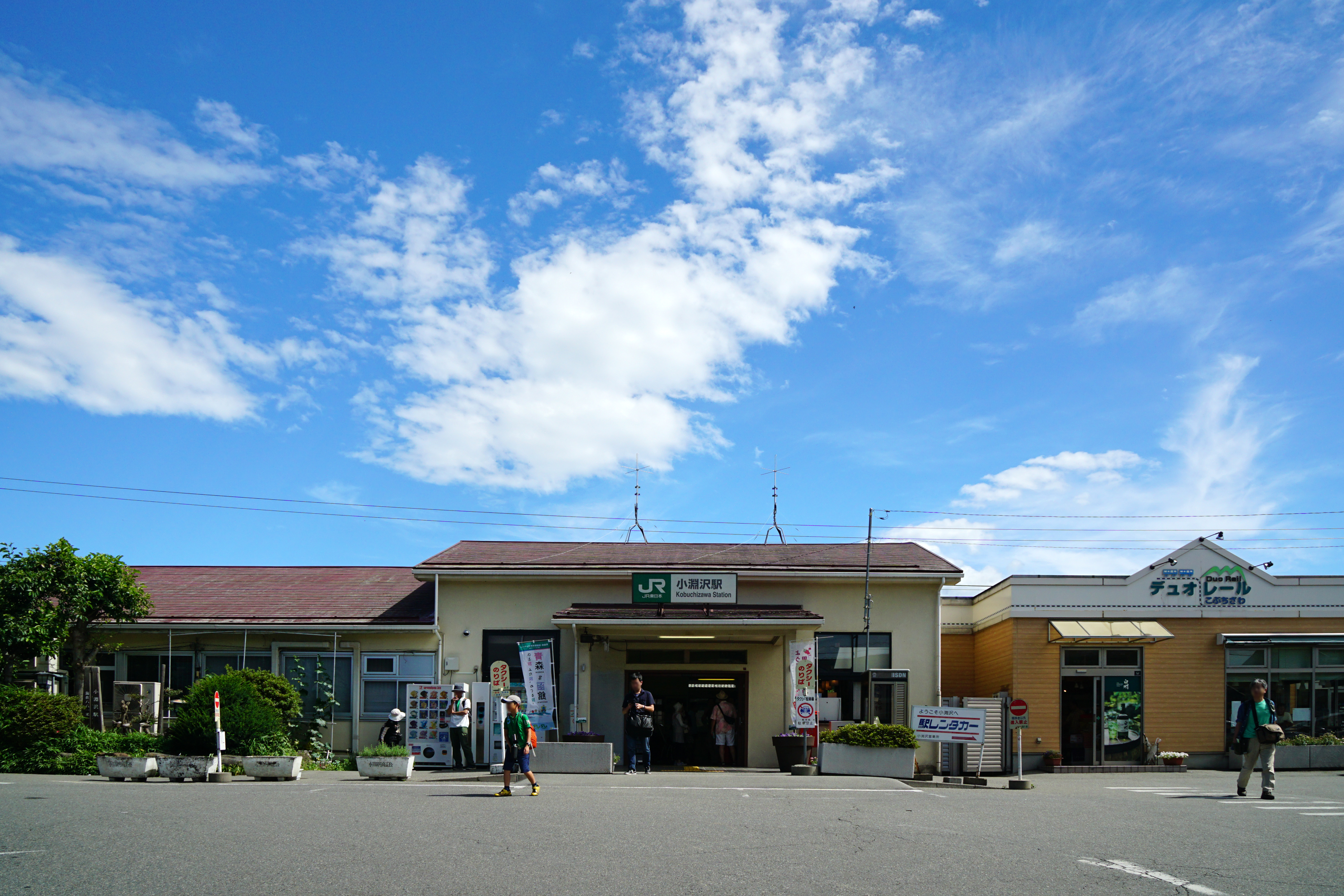
舊站房（2015年7月）
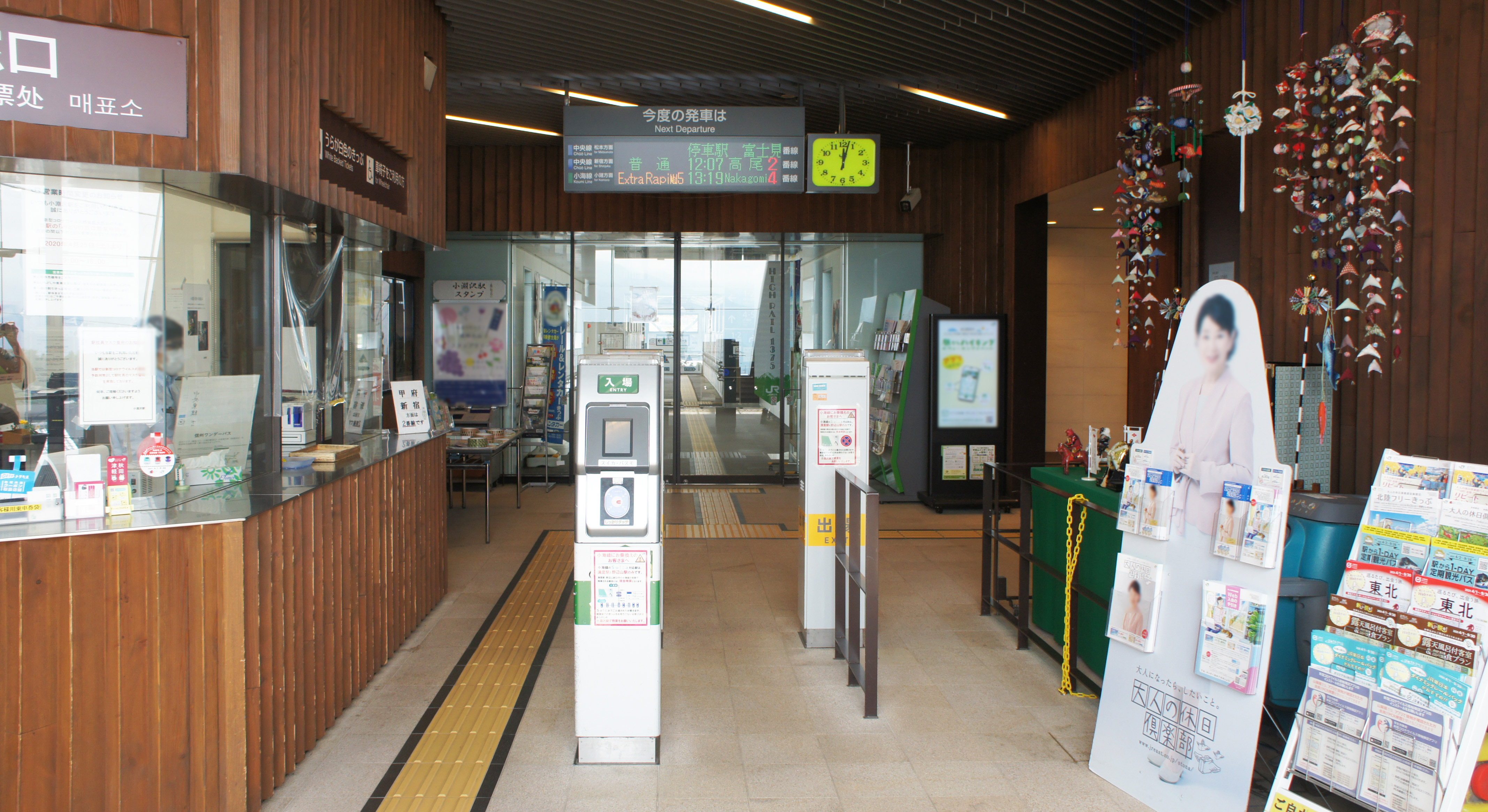
驗票閘口（2021年6月）
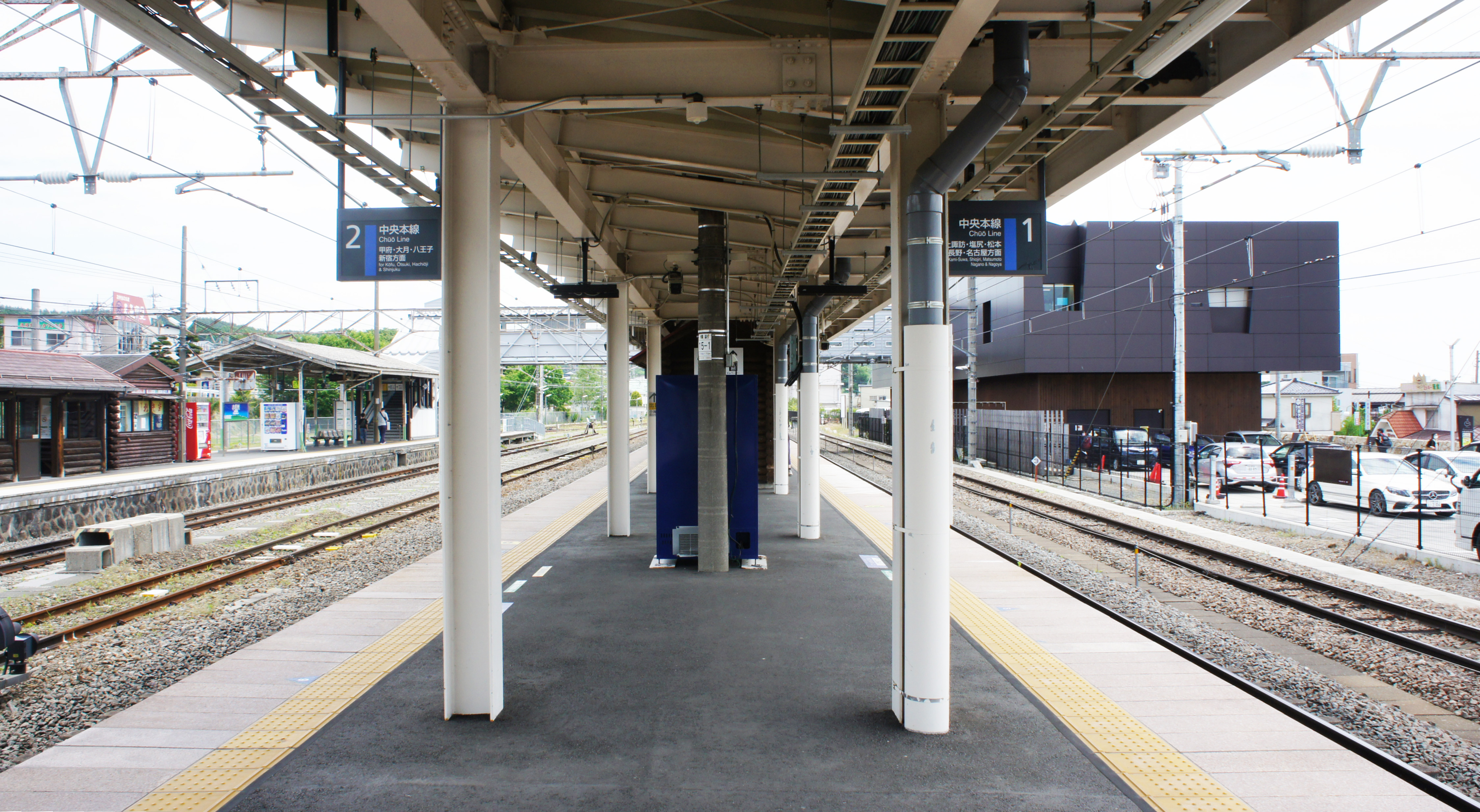
1號與2號月台（2021年6月）
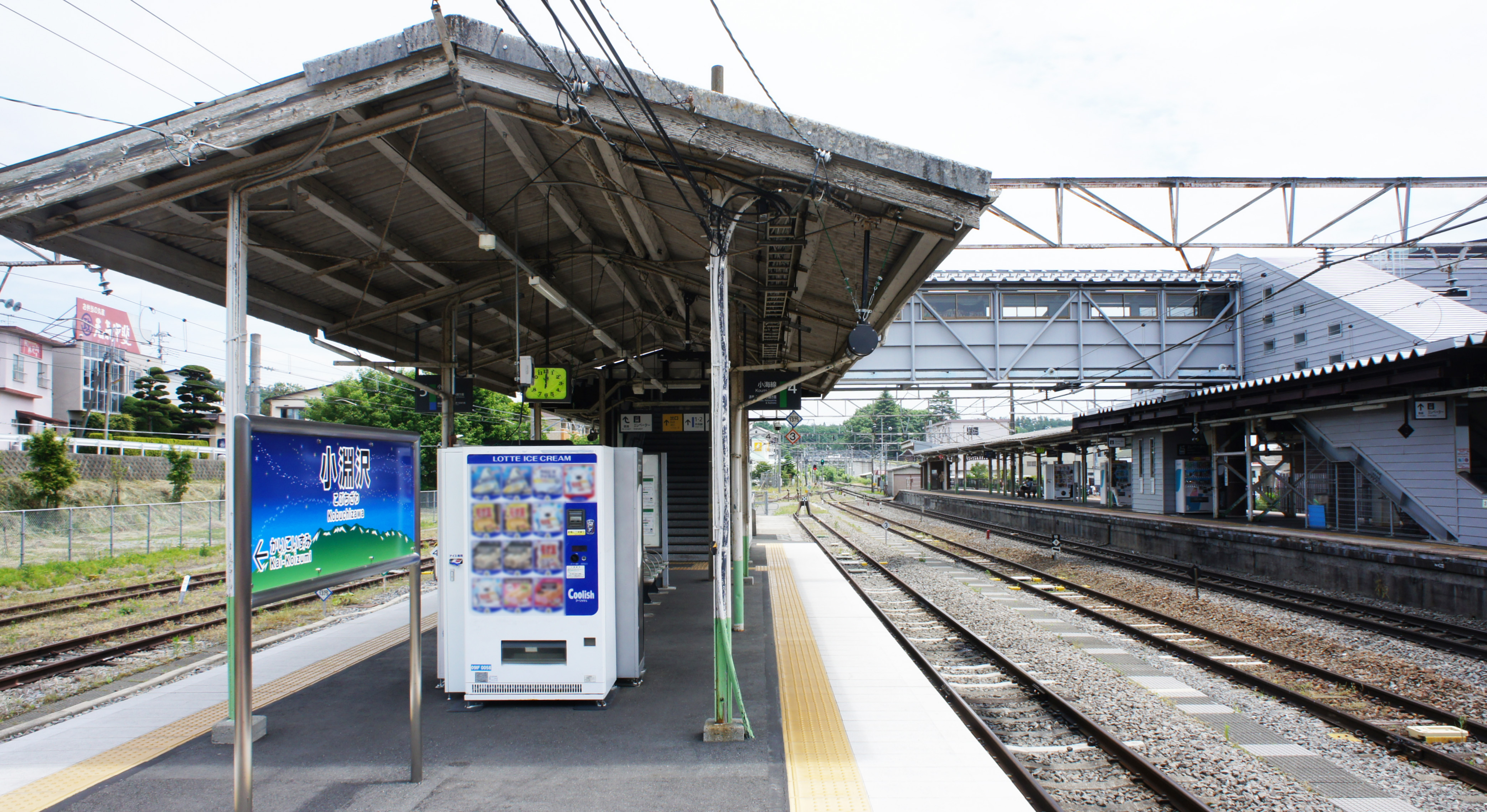
4號與5號月台（2021年6月）
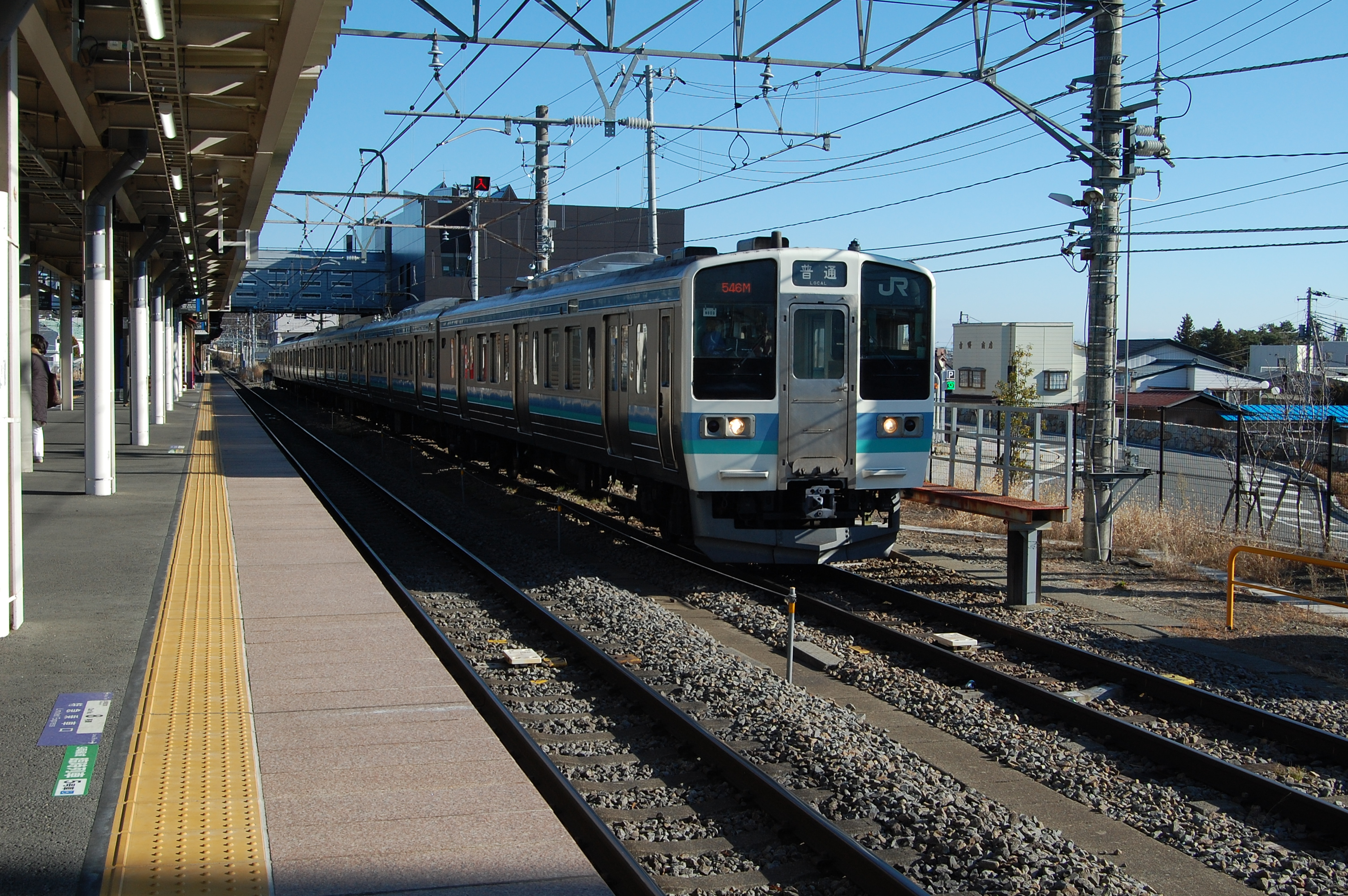
留置線（2021年12月）

## 使用情況
根據JR東日本，2019年度（令和元年度）1日平均上車人次為1,486人。
近年的推移如下表。
| 上車人次推移       | 上車人次推移     | 上車人次推移 |
| 年度               | 1日平均 上車人次 | 年間上車人次 |
| ------------------ | ---------------- | ------------ |
| 2000年（平成12年） | 1,526            | 556,903      |
| 2001年（平成13年） | 1,503            | 548,711      |
| 2002年（平成14年） | 1,389            | 506,848      |
| 2003年（平成15年） | 1,390            | 508,659      |
| 2004年（平成16年） | 1,401            | 511,426      |
| 2005年（平成17年） | 1,395            | 509,263      |
| 2006年（平成18年） | 1,376            | 502,240      |
| 2007年（平成19年） | 1,430            | 523,380      |
| 2008年（平成20年） | 1,381            | 503,700      |
| 2009年（平成21年） | 1,344            | 490,839      |
| 2010年（平成22年） | 1,291            | 471,497      |
| 2011年（平成23年） | 1,306            | 478,139      |
| 2012年（平成24年） | 1,352            | 493,768      |
| 2013年（平成25年） | 1,401            | 511,365      |
| 2014年（平成26年） | 1,419            | 518,179      |
| 2015年（平成27年） | 1,482            | 542,522      |
| 2016年（平成28年） | 1,458            | 532,189      |
| 2017年（平成29年） | 1,532            |              |
| 2018年（平成30年） | 1,612            |              |
| 2019年（令和元年） | 1,486            |              |

### 便當
本站著名的便當有丸政的「高原蔬菜及吉列便當」等。

## 車站周邊
車站位於北杜市小淵澤地區的中心，徒步5分鐘可達小淵澤綜合支所。站前有商店、食店、北杜市遊客中心及小淵澤計程車總部。
- 北杜市 小淵澤綜合支所（原小淵澤町公所）
- 中央自動車道小淵澤IC
- 北杜市立小淵澤小學
- 北杜市立小淵澤中學
- 小淵澤郵局
- 小淵澤
- 帝京第三高等學校
- FM八岳（廣播電臺）

### 公車
北杜市民巴士
- 甲陽病院 - 長坂站 - 清春藝術村 - 小淵澤站 - 小淵澤
- 小淵澤 - 小淵澤總合支所 - 小淵澤站前商圈循環（北循環線・南循環線）註)只星期二，星期五營運。

## 历史
- 1904年12月21日：日本國鐵中央本線 韮崎站－富士見站間開通的同時開業，兼營客貨運業務。
- 1933年7月27日：小海南線（現在的小海線）本站－清里站段開通[2]。
- 1984年2月1日：停辦貨運業務。
- 1987年4月1日：國鐵分割民營化，本站由JR東日本接手管理。
- 2006年3月15日：小淵澤町與北杜市合併，本站成為北杜市內車站。

## 相鄰車站
※部分停靠此站的中央本線特急「梓」「超級梓」的相鄰停車站參見梓號列車。
東日本旅客鐵道
 中央本線
長坂（CO 50）－小淵澤（CO 51）－信濃境
■小海線
小淵澤－甲斐小泉

### 使用情況
JR東日本（1日平均上車人次）
1. 1 2  . 東日本旅客鉄道.   [2020-07-10]. （原始内容存档于2020-07-11）.
2. ↑  . 東日本旅客鉄道.   [2019-04-16]. （原始内容存档于2019-03-27）.
3. ↑  . 東日本旅客鉄道.   [2019-04-16]. （原始内容存档于2019-03-27）.
4. ↑  . 東日本旅客鉄道.   [2019-04-16]. （原始内容存档于2019-03-27）.
5. ↑  . 東日本旅客鉄道.   [2019-04-16]. （原始内容存档于2019-03-27）.
6. ↑  . 東日本旅客鉄道.   [2019-04-16]. （原始内容存档于2019-03-27）.
7. ↑  . 東日本旅客鉄道.   [2019-04-16]. （原始内容存档于2019-03-27）.
8. ↑  . 東日本旅客鉄道.   [2019-04-16]. （原始内容存档于2019-03-27）.
9. ↑  . 東日本旅客鉄道.   [2019-04-16]. （原始内容存档于2019-04-02）.
10. ↑  . 東日本旅客鉄道.   [2019-04-16]. （原始内容存档于2019-03-27）.
11. ↑  . 東日本旅客鉄道.   [2019-04-16]. （原始内容存档于2019-03-27）.
12. ↑  . 東日本旅客鉄道.   [2019-04-16]. （原始内容存档于2019-03-27）.
13. ↑  . 東日本旅客鉄道.   [2019-04-16]. （原始内容存档于2019-03-27）.
14. ↑  . 東日本旅客鉄道.   [2019-04-16]. （原始内容存档于2018-10-26）.
15. ↑  . 東日本旅客鉄道.   [2019-04-16]. （原始内容存档于2016-04-04）.
16. ↑  . 東日本旅客鉄道.   [2019-04-16]. （原始内容存档于2019-03-27）.
17. ↑  . 東日本旅客鉄道.   [2019-04-16]. （原始内容存档于2019-03-23）.
18. ↑  . 東日本旅客鉄道.   [2019-04-16]. （原始内容存档于2017-07-29）.
19. ↑  . 東日本旅客鉄道.   [2019-04-16]. （原始内容存档于2018-07-06）.
20. ↑  . 東日本旅客鉄道.   [2019-07-10]. （原始内容存档于2019-07-05）.

山梨縣統計年鑑（年間上車人次）
1. ↑  平成14年刊行山梨県統計年鑑（運輸・通信） （页面存档备份，存于）（Excelデータ）
2. ↑  平成15年刊行山梨県統計年鑑（運輸・通信） （页面存档备份，存于）（Excelデータ）
3. ↑  平成16年刊行山梨県統計年鑑（運輸・通信） （页面存档备份，存于）（Excelデータ）
4. ↑  平成17年刊行山梨県統計年鑑（運輸・通信） （页面存档备份，存于）（Excel）
5. ↑  平成18年刊行山梨県統計年鑑（運輸・通信） （页面存档备份，存于）（Excel）
6. ↑  平成19年刊行山梨県統計年鑑（運輸・通信） （页面存档备份，存于）（Excel）
7. ↑  平成20年刊行山梨県統計年鑑（運輸・通信） （页面存档备份，存于）（Excel）
8. ↑  平成21年刊行山梨県統計年鑑（運輸・通信） （页面存档备份，存于）（Excel）
9. ↑  平成22年刊行山梨県統計年鑑（運輸・通信） （页面存档备份，存于）（Excel）
10. ↑  平成23年刊行山梨県統計年鑑（運輸・通信） （页面存档备份，存于）（Excel）
11. ↑  平成24年刊行山梨県統計年鑑PDF
12. ↑  平成25年刊行山梨県統計年鑑PDF
13. ↑  平成26年刊行山梨県統計年鑑PDF
14. ↑  平成27年刊行山梨県統計年鑑PDF
15. ↑  平成28年刊行山梨県統計年鑑PDF
16. ↑  平成29年刊行山梨県統計年鑑PDF
17. ↑  平成30年刊行山梨県統計年鑑PDF

## 外部連結
- 車站資訊（小淵澤）：東日本旅客鐵道